# Andy Reid
Andrew Walter Reid, född 19 mars 1958, är tränare i amerikansk fotboll för Kansas City Chiefs i National Football League sedan 2013. Reid var huvudtränare för Philadelphia Eagles 1999-2012.